# Elizabeth Seymour
Elizabeth Seymour, duchesse de Northumberland (26 novembre 1716 – 5 décembre 1776), également suo jure 2e baronne de Percy, est une pair britannique.

## Biographie
Elle est la seule fille d'Algernon Seymour (7e duc de Somerset) et de sa femme, Frances Thynne, duchesse de Somerset (1699-1754), fille de Henry Thynne.
Le 16 juillet 1740, elle épouse Hugh Smithson, baronnet du comté d'York, qui prend le nom et armes de Percy, et ils ont trois enfants :
- Lady Elizabeth Percy, qui meurt, célibataire[2] ;
- Général Hugh Percy (2e duc de Northumberland) (1742-1817) ;
- Algernon Percy (1er comte de Beverley) (1750-1830).

À la mort de son père en 1750, elle hérite de sa baronnie de Percy et son mari acquis à son père le comté de Northumberland et change son nom de famille de Smithson en Percy cette année.
En 1761, elle devient Lady of the Bedchamber de la reine Charlotte, poste qu'elle occupe jusqu'en 1770. Elle devient duchesse en 1766, quand son mari est créé duc de Northumberland, et à sa mort en 1776, âgée de soixante ans, la baronnie et le comté de Northumberland sont transmis à son fils aîné, Hugh, qui hérite du duché de son père de dix ans plus tard.
Elizabeth Percy est enterrée dans le caveau Northumberland de l'abbaye de Westminster.
En 1775, son journal de voyage au les Pays-Bas, appelé "Un petit Tour en l'Année mil Sept Cent Soixante et Un" a été publié de façon anonyme. Des extraits de son journal sont publiés en 1936.
La National Portrait Gallery est en possession de plusieurs manières noires basés sur les portraits de la duchesse par Sir Joshua Reynolds. Un portrait en aquarelle de Richard Gibson est tenu par le Fitzwilliam Museum, Cambridge.